# Goussainville
Goussainville je město v severovýchodní části metropolitní oblasti Paříže ve Francii v departmentu Val-d'Oise a regionu Île-de-France. Od centra Paříže je vzdálené 20,6 km.

## Geografie
Sousední obce: Fontenay-en-Parisis, Louvres, Bouqueval, Gonesse, Le Thillay a Roissy en France.

## Památky
- kostel Saint-Pierre-Saint-Paul

## Vývoj počtu obyvatel
Počet obyvatel